# Lorena Wiebes
Lorena Wiebes (* 17. März 1999 in Mijdrecht) ist eine niederländische Radrennfahrerin, die vorrangig auf der Straße aktiv ist.

## Sportliche Laufbahn
2016 wurde Lorena Wiebes zweifache niederländische Junioren-Meisterin, im Straßenrennen sowie im Scratch auf der Bahn. Im Jahr darauf wurde sie im dänischen Herning
Junioren-Europameisterin im Straßenrennen. Zudem entschied sie drei Etappen sowie die Gesamtwertung der Healthy Ageing Tour der Juniorinnen für sich.
In ihrem ersten Jahr im Erwachsenenbereich, 2018, erhielt Wiebes einen Dreijahresvertrag beim UCI Women’s Team Parkhotel Valkenburg und gewann vier Rennen des internationalen Kalenders. 2019 gewann sie mit der Gesamtwertung der Tour of Chongming Island und RideLondon-Classique zwei Wettbewerbe der UCI Women’s WorldTour. In der Gesamtwertung der UCI Women’s WorldTour 2019 wurde sie als beste Nachwuchsfahrerin ausgezeichnet. Im selben Jahr siegte sie unter anderem im Straßenrennen der Europaspiele in Minsk und wurde kurz darauf niederländische Straßenmeisterin. Am Saisonende führte Wiebes in der UCI-Weltrangliste.
Wiebes erzielte ihre 15 Siege im Jahr 2019 zum Teil mit geringer Unterstützung des sich auf die Nachwuchsförderung konzentrierenden Teams Parkhotel und musste aufgrund dieses Umstands die Führung in verschiedenen Etappenrennen alleine, erfolglos verteidigen, daher wollte Wiebes die Mannschaft schon zur Saison 2020 verlassen. Hierauf verklagte das Management Wiebes vor einem staatlichen Gericht auf Einhaltung des Vertrages. Auch die Union Cycliste Internationale bestätigte, dass Wiebes aufgrund des gültigen Vertrags keinen Vertrag mit einem anderen Team abschließen dürfe. Daraufhin stellte sie in den Raum, bis zum Vertragsende 2021 keine Rennen mehr bestreiten zu wollen und sich stattdessen dem Kickboxen zuzuwenden. Anfang 2020 gaben das Team und Wiebes dann bekannt, dass man sich darauf geeinigt hätte, dass Wiebes „vorerst“ weiter für Parkhotel fahren werde.
Zum 1. Juni 2020 wechselte Wiebes zum Team Sunweb und gewann die Drei Tage von De Panne sowie eine Etappe der Madrid Challenge by La Vuelta. 2021 setze sie Erfolgsserie mit 13 Saisonsiegen fort, darunter jeweils zwei Etappenerfolge bei der Thüringen-Rundfahrt sowie des Giro d’Italia Donne sowie zum Saisonabschluss auf der UCI Women’s WorldTour zwei Etappenerfolge bei der The Women’s Tour sowie ihr erster Sieg bei der Ronde van Drenthe.
Am 24. Juli 2022 gewann Wiebes die erste Etappe der Tour de France Femmes und war damit die erste Trägerin des Gelben Trikots dieser Veranstaltung, vier Tage später gewann sie auch die fünfte Etappe. Insgesamt konnte sie in der Saison 2022 zwanzig Siege bei Eintagesrennen und Etappenerfolge ihrem Palmarès hinzufügen, elf davon auf der UCI Women’s WorldTour. Bei den Europameisterschaften 2022 gewann sie im Massensprint den Titel im Straßenrennen. Im Dezember errang sie zudem fünf Titel bei den niederländischen Meisterschaften auf der Bahn.
Durch eine Ausstiegsklausel in dem noch bis 2024 laufenden Vertrag beim Team DSM wechselte Wiebes zur Saison 2023 vorzeitig zum Team SD Worx. Auch für ihr neues Team war sie regelmäßig erfolgreich, davon je einmal mit einem Etappenerfolg bei der Tour de France Femmes und dem Giro d’Italia Donne und insgesamt neun Siegen auf der UCI Women’s WorldTour. Bei den Europameisterschaften belegte sie den zweiten Platz im Straßenrennen hinter ihrer Teamgefährtin Mischa Bredewold. Zum Saisonabschluss trat sie bei den Welt- und Europameisterschaften im Gravel an und gewann die erstmals ausgetragenen Europameisterschaften. Das Rennen war zugleich Teil der UCI Gravel World Series, weshalb auch außereuropäische Fahrerinnen am Start waren, und wurde von der Australierin Tiffany Cromwell gewonnen, die von den europäischen Fahrerinnen nicht als Konkurrenz betrachtet wurde. Bei den anschließenden Weltmeisterschaften belegte sie den fünften Platz.
Auch in der ersten Saisonhälfte 2024 war Wiebes die dominante Sprinterin in der WorldTour; unter anderem siegte sie zum vierten Mal in Folge in der Ronde van Drenthe, dazu bei Gent–Wevelgem sowie in allen drei Etappen von RideLondon Classique. Im Amstel Gold Race vergab sie den Sieg, indem sie zu früh jubelte und von Marianne Vos überholt wurde. Die Baloise Ladies Tour dominierte sie mit fünf Tageserfolgen einschließlich des Einzelzeitfahrens. Sie startete im Straßenrennen der Olympischen Sommerspiele 2024 in Paris und belegte den elften Platz. Bei der anschließenden Tour de France Femmes war sie eine der favorisierten Sprinterinnen, blieb jedoch ohne Tageserfolg. Nach einer Rennpause gewann sie im September bei den Europameisterschaften überlegen den Massensprint des Straßenrennens und kürte sich zum zweiten Mal zur Europameisterin.

## Erfolge

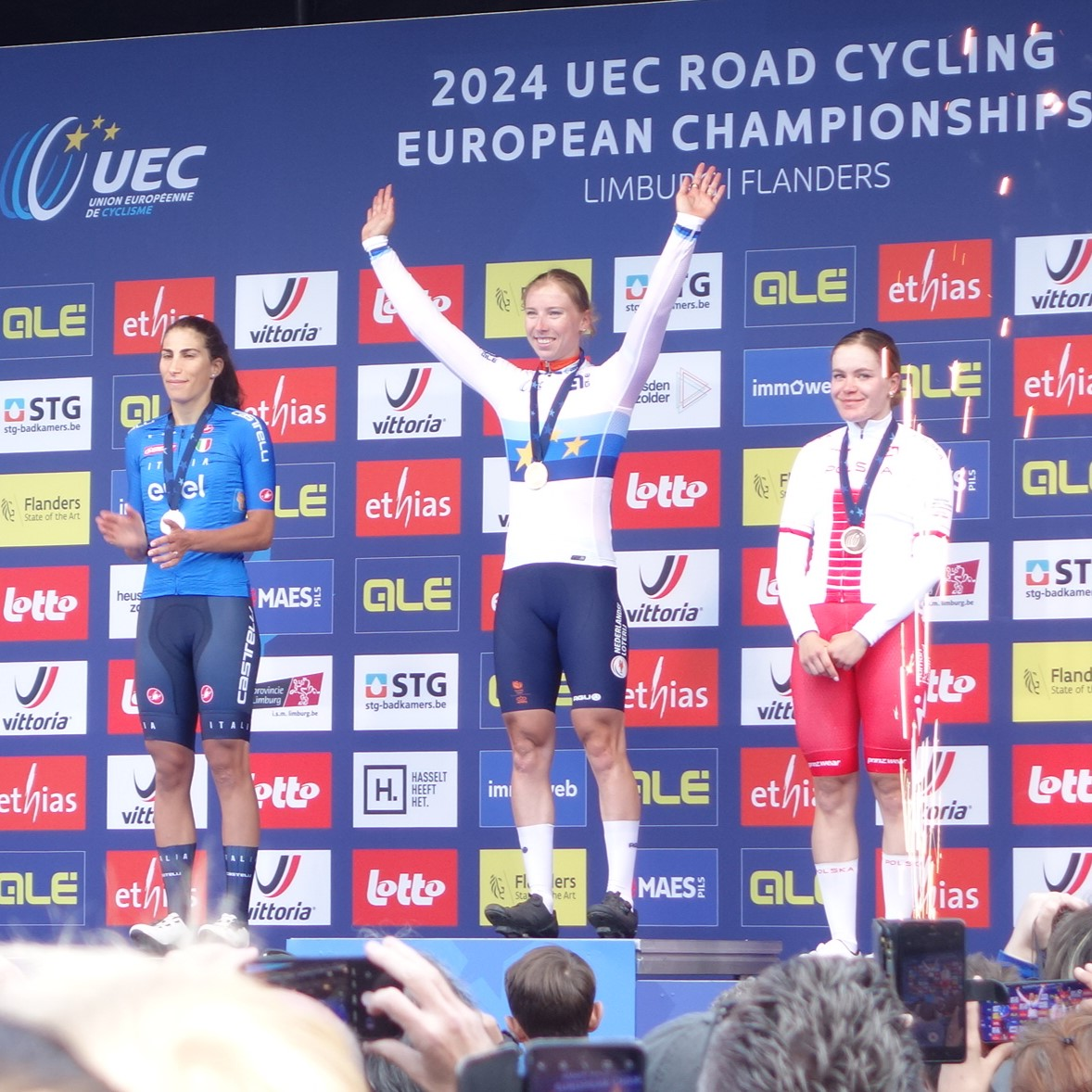
Lorena Wiebes (Mitte) auf dem Podium der Europameisterschaften 2024

### Straße
2016
- Niederländische Junioren-Meisterin – Straßenrennen

2017
- Junioren-Europameisterin – Straßenrennen
- Trofeo Da Moreno (Juniorinnen)
- Gesamtwertung und drei Etappen Healthy Ageing Tour (Juniorinnen)
- eine Etappe Omloop van Borsele (Juniorinnen)

2018
- 7-Dorpenomloop Aalburg
- Omloop van de IJsseldelta
- GP Sofie Goos
- eine Etappe und Punktewertung BeNe Ladies Tour

2019
- Nokere Koerse
- Nachwuchswertung Healthy Ageing Tour
- eine Etappe Tour de Yorkshire
- Gesamtwertung, drei Etappen, Punktewertung und Nachwuchswertung Tour of Chongming Island
- Flanders Diamond Tour
- Europaspielesiegerin – Straßenrennen
- Niederländische Meisterin – Straßenrennen
- eine Etappe und Punktewertung BeNe Ladies Tour
- RideLondon-Classique
- eine Etappe und Nachwuchswertung Ladies Tour of Norway
- zwei Etappen, Punktewertung und Nachwuchswertung Boels Ladies Tour

2020
- Omloop van het Hageland
- Grote Prijs Euromat
- Drei Tage von De Panne
- eine Etappe und  Nachwuchswertung Madrid Challenge by La Vuelta

2021
- Scheldeprijs
- Prolog Festival Elsy Jacobs
- Grote Prijs Eco-Struct
- zwei Etappen Internationale Thüringen-Rundfahrt der Frauen
- Dwars door de Westhoek
- Flanders Diamond Tour
- eine Etappe und Nachwuchswertung Lotto Belgium Tour
- zwei Etappen Giro d’Italia Donne
- zwei Etappen und Punktewertung The Women’s Tour
- Ronde van Drenthe

2022
- GP Oetingen
- Ronde van Drenthe
- Nokere Koerse
- Scheldeprijs
- Gesamtwertung, drei Etappen und Punktewertung RideLondon Classique
- zwei Etappen Tour de France
- Europameisterin – Straßenrennen
- drei Etappen und Punktewertung The Women’s Tour
- vier Etappen und Punktewertung Baloise Ladies Tour
- Gesamtwertung, zwei Etappen und Punktewertung Simac Ladies Tour
- Binche-Chimay-Binche

2023
- Omloop van het Hageland
- Ronde van Drenthe
- Scheldeprijs
- eine Etappe UAE Tour
- zwei Etappen und Punktewertung Vuelta a Burgos Feminas
- eine Etappe Giro d’Italia Donne
- eine Etappe Tour de France Femmes
- zwei Etappen Tour of Scandinavia
- eine Etappe und Punktewertung Simac Ladies Tour
- Europameisterschaften – Straßenrennen

2024
- zwei Etappen und Punktewertung UAE Tour
- GP Oetingen
- Ronde van Drenthe
- Gent–Wevelgem
- Scheldeprijs
- eine Etappe Vuelta a Burgos
- Gesamtwertung, alle drei Etappen und Punktewertung RideLondon Classique
- eine Etappe Tour of Britain
- Gesamtwertung, fünf Etappen und Punktewertung Baloise Ladies Tour
- Europameisterin – Straßenrennen
- drei Etappen und Punktewertung Simac Ladies Tour

2025
- drei Etappen und Punktewertung UAE Tour
- Le Samyn des Dames
- Milano–Sanremo Donne
- Brügge–De Panne
- Gent–Wevelgem
- eine Etappe Vuelta a Burgos
- eine Etappe Tour of Britain Women
- Dwars door het Hageland
- Niederländische Meisterin – Straßenrennen
- zwei Etappen und  Punktewertung Giro Donne
- zwei Etappen und  Punktewertung Tour de France Femmes

### Bahn
2016
- Niederländische Junioren-Meisterin – Scratch

2019
- Niederländische Meisterin – Scratch

2022
- Niederländische Meisterin – Omnium, Ausscheidungsfahren, Punktefahren, Scratch, Zweier-Mannschaftsfahren (mit Marit Raaijmakers)

2023
- Niederländische Meisterin – Ausscheidungsfahren, Scratch, Zweier-Mannschaftsfahren (mit Marit Raaijmakers)

2024
- Weltmeisterin – Scratch
- Niederländische Meisterin – Omnium, Scratch, Punktefahren, Zweier-Mannschaftsfahren (mit Marit Raaijmakers)

2025
- Europameisterin – Omnium
- Europameisterschaften – Scratch

### Gravel
2023
- Europameisterin

2024
- Weltmeisterschaften – Gravelrennen